# SpiceJet
SpiceJet — індійська бюджетна авіакомпанія зі штаб-квартирою в Ґурґаоні, штат Хар’яна. Це друга найбільша авіакомпанія в країні за кількістю перевезених внутрішніх пасажирів з часткою ринку 13,6% станом на березень 2019 року. Авіакомпанія виконує 630 щоденних рейсів у 64 напрямки, включаючи 54 індійські та 15 міжнародних напрямків зі своїх баз у Делі та Хайдарабаді.
Заснована як постачальник повітряних таксі ModiLuft у 1994 році, компанія була придбана індійським підприємцем Аджаєм Сінгхом у 2004 році та перейменована на SpiceJet. Перший рейс авіакомпанія здійснила в травні 2005 року. Індійський медіа-барон Каланіді Маран придбав контрольний пакет акцій SpiceJet у червні 2010 року через Sun Group, який був проданий Аджаю Сінгху в січні 2015 року. Авіакомпанія управляє парком літаків Boeing 737 і Bombardier Dash 8.

## Історія
Витоки SpiceJet можна відстежити в березні 1984 року, коли компанію заснував індійський промисловець С. К. Моді для надання послуг приватного повітряного таксі. 17 лютого 1993 року компанія була названа MG Express і уклала технічне партнерство з німецькою авіакомпанією Lufthansa . Авіакомпанія надавала пасажирські та вантажні послуги під назвою Modiluft до припинення діяльності в 1996 році.
У 2004 році компанію придбав Аджай Сінгх, і авіакомпанія планувала відновити роботу під назвою SpiceJet за недорогою моделлю. У 2005 році компанія SpiceJet орендувала два літаки Boeing 737-800 і планувала замовити 10 нових літаків для розширення. SpiceJet відкрив бронювання 18 травня 2005 року, а перший рейс було виконано між Делі та Мумбаї 24 травня 2005 року. До липня 2008 року він був третім за величиною лоукост-перевізником Індії за часткою ринку після Air Deccan і IndiGo. Індійський медіа-барон Каланіді Маран придбав 37,7% акцій SpiceJet у червні 2010 року через Sun Group. Авіакомпанія замовила 30 літаків Boeing 737-8 на US$2,7 billion липні 2010 року та ще 15 короткомагістральних літаків Bombardier Q4 Dash на US$446 million в грудні 2010 року.

## Флот
Станом на червень 2022 року SpiceJet експлуатує такі літаки:
| Літак                                  | На обслуговуванні | Замовлення | Пасажири  | Пасажири  | Пасажири  | Примітки                                                                |
| Літак                                  | На обслуговуванні | Замовлення | C         | Ю         | Всього    | Примітки                                                                |
| -------------------------------------- | ----------------- | ---------- | --------- | --------- | --------- | ----------------------------------------------------------------------- |
| Боїнг 737-700                          | 5                 | —          | —         | 144       | 144       |                                                                         |
| Боїнг 737-700                          | 5                 | —          | —         | 149       | 149       |                                                                         |
| Боїнг 737-800                          | 36                | —          | —         | 186       | 186       | Старі літаки будуть поступово виведені з експлуатації                   |
| Боїнг 737-800                          | 36                | —          | —         | 189       | 189       | Старі літаки будуть поступово виведені з експлуатації                   |
| Боїнг 737-900                          | 1                 | —          | —         | 189       | 189       |                                                                         |
| Boeing 737-900ER                       | 4                 | —          | —         | 212       | 212       |                                                                         |
| Boeing 737 MAX 8                       | 13                | 192        | —         | 189       | 189       | Для заміни старих 737-800s                                              |
| De Havilland Canada Dash 8-400         | 22                | —          | —         | 78        | 78        |                                                                         |
| De Havilland Canada Dash 8-400 NextGen | 10                | 15         | —         | 90        | 90        | Замовлення з 25 правами покупки.                                        |
| Вантажний флот SpiceXpress             |                   |            |           |           |           |                                                                         |
| Boeing 737-700BCF                      | 3                 | 17         | вантажний | вантажний | вантажний | Поставки до 2022 року Замовник запуску в Індії вантажного судна 737-700 |
| Boeing 737-700BDSF                     | 3                 | 17         | вантажний | вантажний | вантажний | Поставки до 2022 року Замовник запуску в Індії вантажного судна 737-700 |
| Boeing 737-800BCF                      | 1                 | —          | вантажний | вантажний | вантажний |                                                                         |
| De Havilland Canada Dash 8-400F        | 3                 | —          | вантажний | вантажний | вантажний |                                                                         |
| Всього                                 | 101               | 224        |           |           |           |                                                                         |

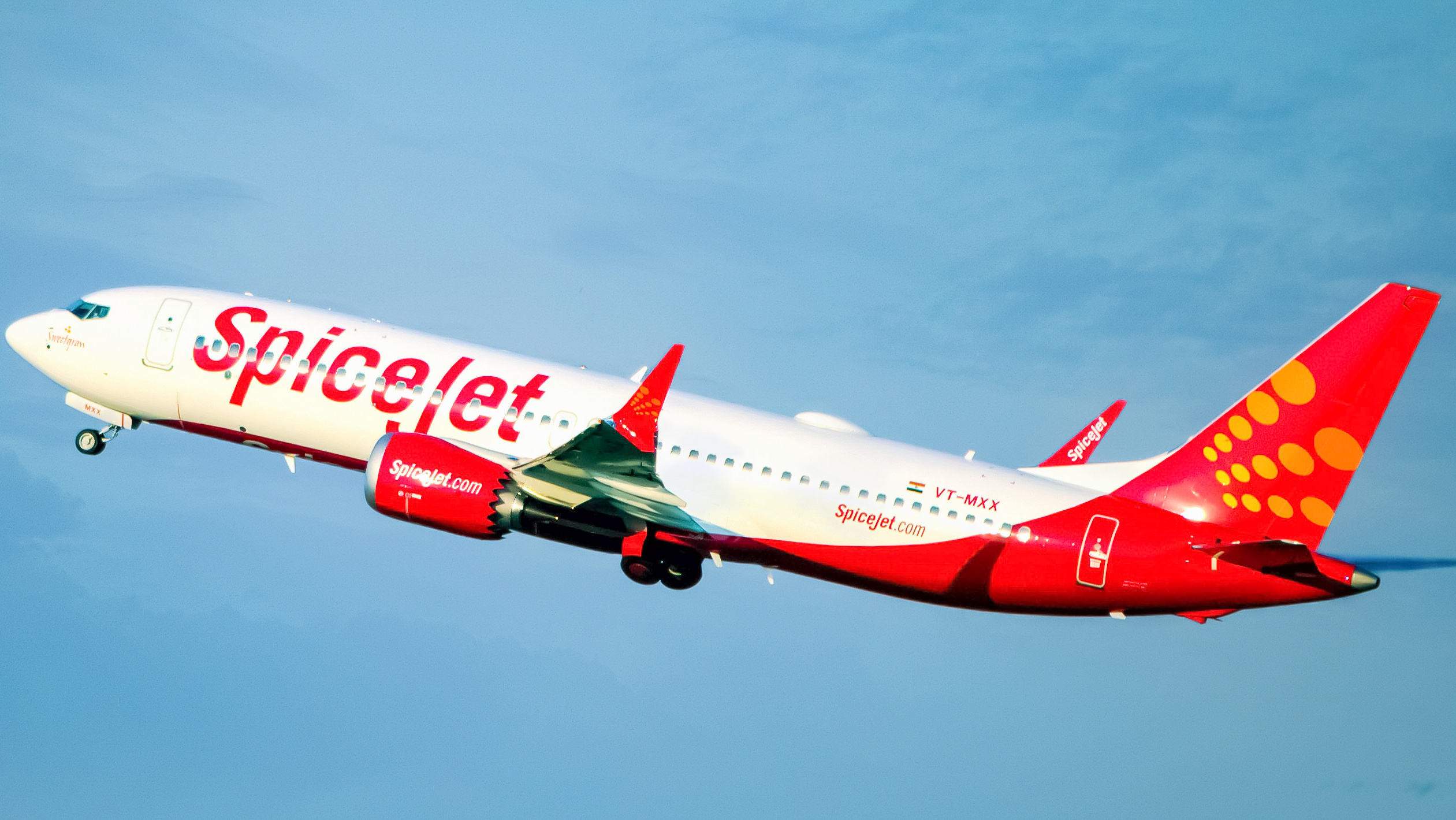
SpiceJet Boeing 737 MAX 8
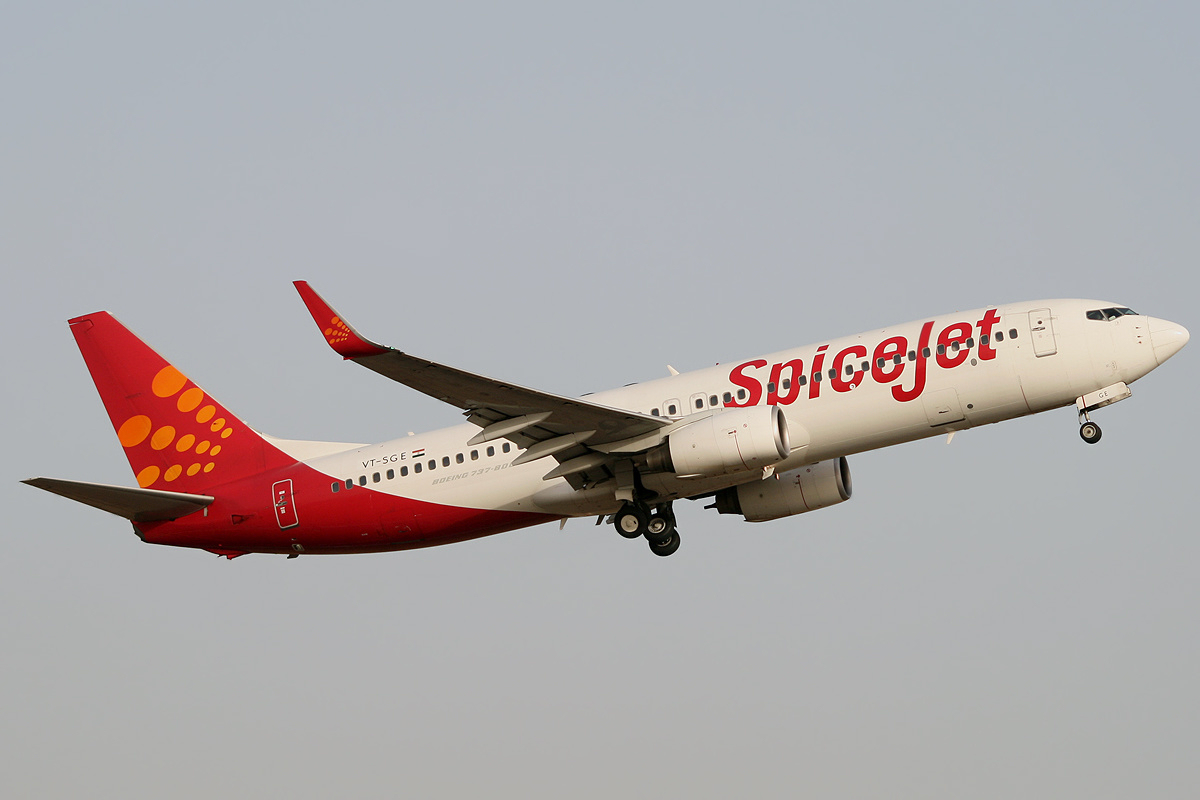
SpiceJet Boeing 737-800
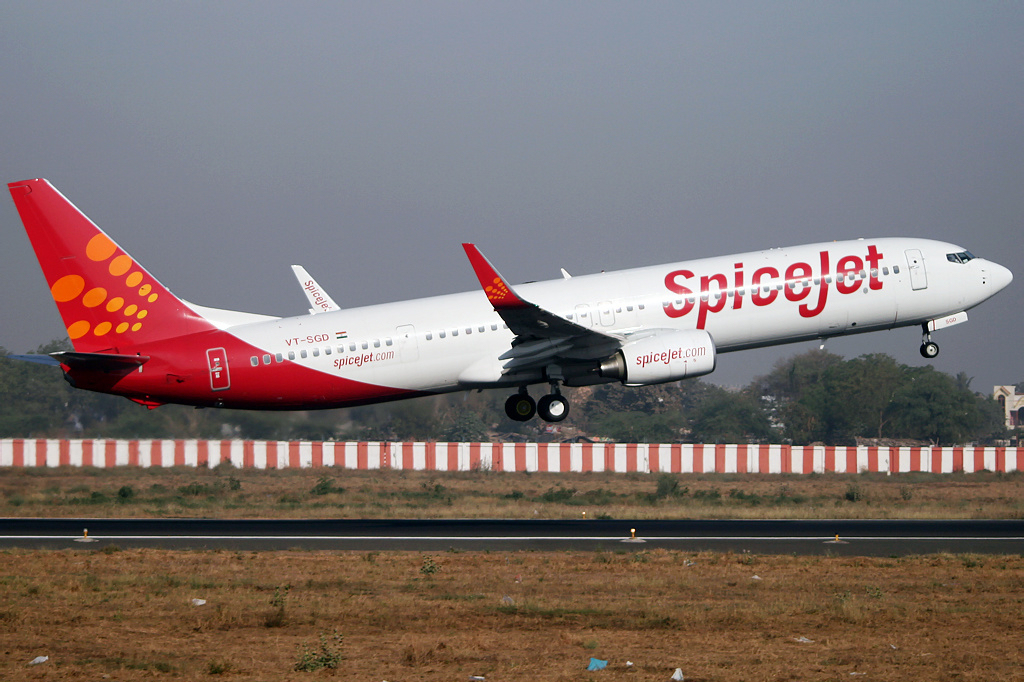
SpiceJet Boeing 737-900ER
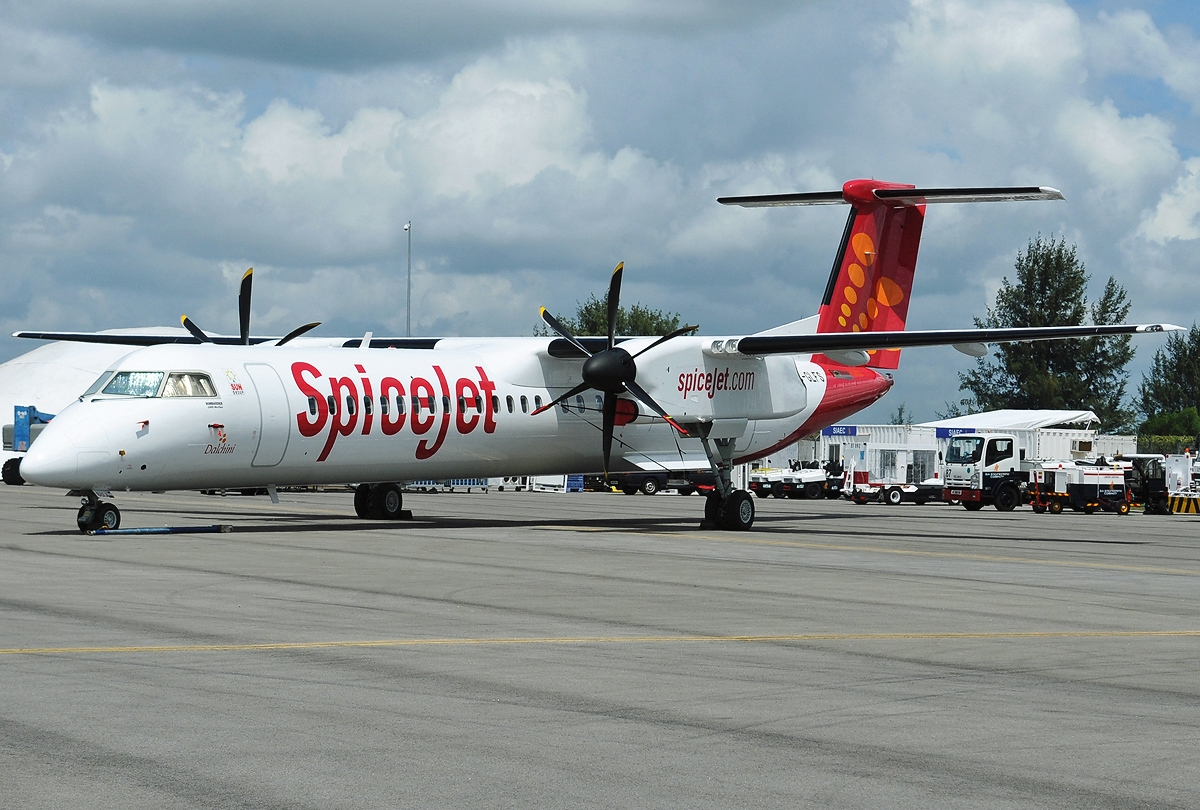
SpiceJet De Havilland Canada Dash 8-400
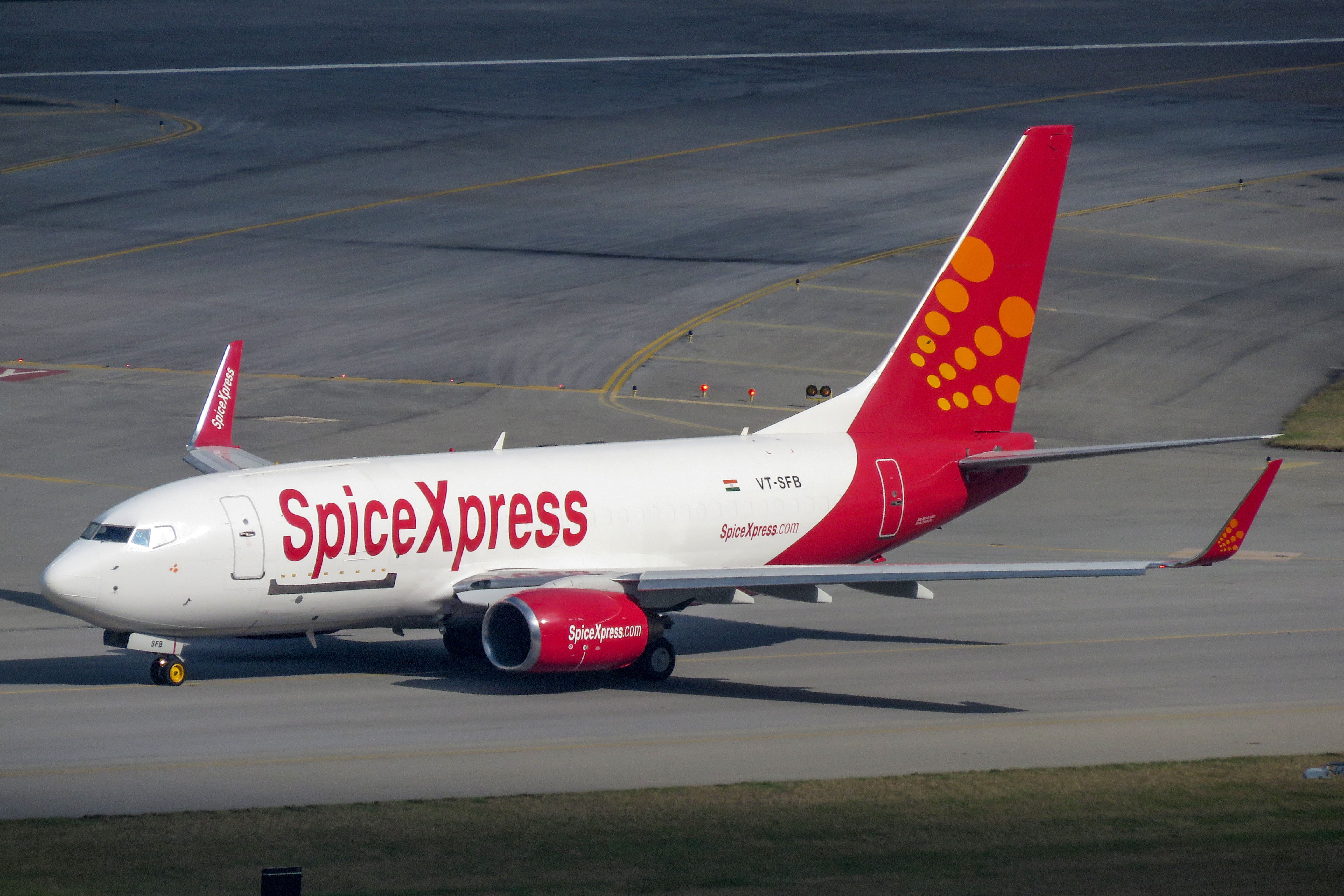
SpiceXpress Boeing 737-700BCF